# Kap Pacheco
Das Kap Pacheco (in Chile Cabo Pacheco, in Argentinien Cabo Cuadrilátero für Vierseiteges Kap) ist eine markante Landspitze an der Loubet-Küste des Grahamlands im Norden der Antarktischen Halbinsel. Im Nordwesten der Arrowsmith-Halbinsel liegt sie am Ort, an dem die Meerenge The Gullet mit dem Barlas-Kanal und dem Hinks Channel zusammentrifft.
Chilenische Wissenschaftler benannten sie nach Eduardo Pacheco R., einem Teilnehmer der 10. Chilenischen Antarktisexpedition (1955–1956), der dabei in der Sandefjord Cove der Peter-I.-Insel anlandete. Argentinische Wissenschaftler benannten sie deskriptiv.